# رود جونز (مؤلف)
رود جونز (بالإنجليزية: Rod Jones)‏ (5 فبراير 1953، ملبورن في أستراليا)؛ روائي أسترالي.